# Lyckohjulet (TV-program)
Lyckohjulet var en svensk/norsk TV-produktion baserad på originalet Wheel of Fortune och sändes i TV3 från 1990 till 1993. Programledare var norska Ragnar Otnes och värdinna Ulrika Nilsson. Programmet producerades av MTV Produktion. 

## Miljonlotteriet Lyckohjulet
Miljonlotteriet Lyckohjulet startade den 18 januari 2010 och sänds varje måndag - lördag i TV3 eller TV8. Frågesportprogrammet Miljonlotteriet Lyckohjulet är det samma som tv-programmet Lyckohjulet som sändes i Sverige i början av 1990-talet. Programledare är Hans Wiklund och Hannah Graaf. Vinsterna har ett värde mellan 500 och 300 000 kronor. För att få delta måste man köpa skraplotten Miljonlotteriet Lyckohjulet. Programmet spelas in av Eyeworks i Göteborg.